# International Championship Wrestling
La International Championship Wrestling fu una federazione indipendente di wrestling con sede a Lexington (Kentucky) che operò dal 1978 al 1984. Il fondatore e proprietario era Angelo Poffo, il padre di "Macho Man" Randy Savage e "The Genius" Lanny Poffo. Nel corso della sua breve esistenza, la ICW fu sempre considerata una compagnia "fuorilegge", e non fece mai parte della National Wrestling Alliance producendo show in diretta concorrenza con le federazioni affiliate ad essa.

## Storia
La compagnia venne fondata nel 1978 come rivale della Southeastern Championship Wrestling di Ron Fuller e del territorio NWA Mid-American di Nick Gulas, comprendente anche l'American Wrestling Association di Verne Gagne e la World Wrestling Association di Dick Afflis. Successivamente la ICW entrò in diretta competizione anche con la Continental Wrestling Association di Jerry Lawler e Jerry Jarrett, operante nella stessa zona, e convinse molti wrestler a lasciare la Southeastern e la CWA per accasarsi da loro. Questo fatto, tra le altre cose, diede il via a numerose cause legali tra Angelo Poffo ed altre organizzazioni affiliate alla National Wrestling Alliance tra la fine degli anni settanta e l'inizio degli ottanta.
Le stelle principali della ICW erano i figli di Poffo, Randy (meglio conosciuto come "Macho Man" Randy Savage) e Lanny (noto come "Leaping" Lanny Poffo) che spesso si contendevano la cintura di campione dei pesi massimi della federazione l'uno con l'altro; infatti solamente altri due wrestler (Ron Garvin e Paul Christy) detennero l'ICW Heavyweight Championship nei 6 anni di vita della compagnia. Anche se Randy e Lanny erano il fulcro della federazione, in ICW lottavano altri nomi importanti come The Original Sheik (Ed Farhat), Ron Garvin, Crusher Broomfield (in seguito noto come One Man Gang e Akeem), Bob Orton Jr., Bob Roop, Rip Rogers, "Pistol" Pez Whatley, Ox Baker, George Weingeroff, e il tag team Devil's Duo (Jeff Sword & Doug Vines) con il manager Izzy Slapawitz.
Elizabeth Hulette, che sarebbe diventata poi famosa in WWF e WCW come Miss Elizabeth, debuttò nel mondo del wrestling come conduttrice dello show tv settimanale della ICW, programma nel quale conobbe Randy Savage avendo con lui una relazione sentimentale che li avrebbe portati al matrimonio poco tempo dopo.
Nel 1984 la federazione chiuse i battenti per problemi finanziari e fu rilevata da Jerry Jarrett e Jerry Lawler. Dato che i fan erano a conoscenza della grande rivalità esistente un tempo tra ICW e CWA, Randy Savage emigrando nella Continental Wrestling Association, sfruttò la cosa dando vita a un memorabile feud con Jerry Lawler che lo rese una star di prima grandezza a livello mondiale.

## Titoli
| Titolo:                                    | Ultimo/i campione/i:         | Attivo dal:      | Attivo fino: | Note: |
| ------------------------------------------ | ---------------------------- | ---------------- | ------------ | ----- |
| ICW World Heavyweight Championship         | Lanny Poffo                  | 10 maggio 1978   | 1984         | [ 6 ] |
| ICW United States Tag Team Championship    | Bart Batten & Johnny Wilhoit | 14 giugno 1978   | 1984         | [ 6 ] |
| ICW United States Heavyweight Championship | Paul Christy                 | 1981             | 1984         | [ 6 ] |
| ICW Television Championship                | The Great Tio                | 9 settembre 1980 | 1983         | [ 6 ] |
| ICW Southeastern Heavyweight Championship  | Lanny Poffo                  | 26 maggio 1979   | 1984         | [ 6 ] |
| ICW Southeastern Tag Team Championship     | Bob Roop & Big Boy Williams  | luglio 1979      | agosto 1980  | [ 6 ] |

## Personale

### Wrestler
- Apollo Gold
- Barry O
- Bob Orton Jr.
- Bob Roop (alias "The Best")
- Boris Malenko
- Buddy Landel
- Chief Tapu
- Crusher Broomfield
- Doug Vines
- Ernie Ladd
- Gary Royal
- George Weingeroff
- The Great Kabuki
- The Great Tio
- Izzy Slapawitz
- Jeff Sword
- Lanny Poffo
- Max Thunder
- Mike Doggendorf
- Mr. Wrestling I
- The Miser
- Ox Baker
- Paul Christy
- Pez Whatley
- Randy Savage
- Ratamyus
- "Hustler" Rip Rogers
- Ron "The One Man Gang" Garvin
- Ron Wright
- Super Duper Mario
- The Sheik
- Tojo Yamamoto
- Tony Falk
- Tony Peters
- Willie Monroe
- Jeff Turner Dr. X
- Sam Diamond (Spiderman)
- Bill Martin
- Rick Conner
- Don Wright
- Hoot Gibson
- Devay Brunson
- Terry Gibbs
- Dennis Condrey
- Chief Black Eagle
- Masked Assassin
- Big Boy Williams
- Johnny Wilhoit

- Pamela Watson
- Julia "BlackWidow" Hoskins

### Tag Team
- The Batten Twins – (Brad Batten & Bart Batten)
- The Convertible Blondes - (Pez Whatley, Rip Rogers & Gary Royal)
- Devil's Duo – (Doug Vines & Jeff Sword)
- The Samoans - (The Great Tio & Chief Tapu)

### Annunciatori
- Tim Tyler
- Edgar Wallace
- Liz Hulette
- Robert Phillips Jr. (uomo del gong)

### Arbitri
- Sam Diamond alias Jack Barnett
- Jim Davis
- Emmitt Couch
- George Hill